# Itapiranga
Itapiranga là một đô thị thuộc bang Amazonas, Brasil. Đô thị này có diện tích 4231,13 km², dân số năm 2007 là 7471 người, mật độ 1,77 người/km².